# کنارپیچ سونورایی
کنارپیچ سونورایی (نام علمی: Crotalus cerastes cercobombus) نام یک زیرگونه از سرده مار زنگی است.